# Лорьян-1 (кантон)
Лорьян-1 (фр. Lorient-1) — кантон во Франции, находится в регионе Бретань, департамент Морбиан. Входит в состав округа Лорьян.

## История
Кантон образован в результате реформы 2015 года. 

## Состав кантона с 22 марта 2015 года
В состав кантона входят северные, западные и центральные кварталы города Лорьян.

## Политика
С 2021 года кантон в Совете департамента Морбиан представляют преподаватель истории и географии Матьё Глас (Mathieu Glaz) (Социалистическая партия) и консультант по трудоустройству Катрин Керик (Catherine Quéric) (Коммунистическая партия).
|                | Кандидаты                           | Партия                   | Первый тур | Первый тур     | Второй тур | Второй тур |
| Кол-во голосов | Кандидаты                           | Партия                   | % голосов  | Кол-во голосов | % голосов  |            |
| -------------- | ----------------------------------- | ------------------------ | ---------- | -------------- | ---------- | ---------- |
|                | Матьё Глас Катрин Керик             | Левый блок               | 1 357      | 25,72          | 2 826      | 52,36      |
|                | Морган Кристьен Мишель Ле Лан       | Вперёд, Республика!      | 1 198      | 22,70          | 2 571      | 47,64      |
|                | Брюно Бланшар Карин Молло           | Разные левые             | 1 126      | 21,34          |            |            |
|                | Мари-Тереза Бурло Кристиан Пиго     | Национальное объединение | 888        | 16,83          |            |            |
|                | Анн де Пьерпонт Давид Шерфа         | Европа Экология Зелёные  | 313        | 5,93           |            |            |
|                | Ромуальд Рафель Франсуаза Шарпантье | Непокорённая Франция     | 248        | 4,70           |            |            |
|                | Кристиан Мутон Лоранс Пико          | Крайне правые            | 147        | 2,79           |            |            |

|                | Кандидаты                     | Партия                  | Первый тур | Первый тур     | Второй тур | Второй тур |
| Кол-во голосов | Кандидаты                     | Партия                  | % голосов  | Кол-во голосов | % голосов  |            |
| -------------- | ----------------------------- | ----------------------- | ---------- | -------------- | ---------- | ---------- |
|                | Брюно Бланшар Карин Риголь    | Левый блок              | 3 027      | 33,21          | 5 584      | 66,97      |
|                | Оноре Ле Гиадер Арлетт Пирью  | Национальный фронт      | 2 098      | 23,01          | 2 754      | 33,03      |
|                | Марилиз Жакен Гаэль Ле Фюр    | Правый блок             | 2 061      | 22,61          |            |            |
|                | Мартин Конан Александр Шёэр   | Левый фронт             | 777        | 8,52           |            |            |
|                | Стефан Бигата Агата Кермагоре | Европа Экология Зелёные | 600        | 6,58           |            |            |
|                | Анн Де Пьерпон Франсуа Сонье  | Прочие                  | 553        | 6,07           |            |            |